# Walter Hammel
Walter Hammel (* 24. Mai 1930) ist ein ehemaliger deutscher Fußballspieler.

## Karriere
Walter Hammel war ein Abwehrspieler und wurde meistens als rechter Verteidiger oder Mittelläufer aufgestellt. Er spielte von 1951 bis 1953 beim FC Singen 04 in der II. Liga Süd, von 1953 bis 1958 beim Freiburger FC in der II. Liga Süd bzw. in der Saison 1956/57 in der Oberliga Süd, und von 1958 bis 1962 beim FSV Frankfurt in der Oberliga Süd. In der Oberliga Süd kam er beim Freiburger FC auf 25 Einsätze und beim FSV Frankfurt auf 58 Einsätze, wobei er 1 Tor erzielte.